# Sąsiedzi (opera mydlana)
Sąsiedzi (ang. Neighbours) – australijska opera mydlana, emitowana od 18 marca 1985.

## Emisja
W 1985 serial był emitowany na kanale Seven Network, od 1986 na Network Ten, a od 2011 na Eleven. Jest to najdłużej emitowana opera mydlana w Australii.

## Obsada
| Aktor/Aktorka                | Postać               | Lata                                         |
| ---------------------------- | -------------------- | -------------------------------------------- |
| Stefan Dennis                | Paul Robinson        | 1985–1992, 1993, 2004–2025                   |
| Paul Keane                   | Des Clarke           | 1985–1990, 2015, 2020–2022                   |
| Geoff Paine                  | Clive Gibbons        | 1986–1987, 1989, 2017–2022                   |
| Kylie Minogue                | Charlene Robinson    | 1986–1988, 2022                              |
| Jason Donovan                | Scott Robinson       | 1986–1989, 2022                              |
| Annie Jones                  | Jane Harris          | 1986–1989, 2005, 2018–2025                   |
| Ian Smith                    | Harold Bishop        | 1987–1991, 1996–2009, 2011, 2015, 2022–2025  |
| Tom Oliver                   | Lou Carpenter        | 1988, 1992–2016                              |
| Richard Hugget               | Glen Donnelly        | 1990–1992, 2021–2022                         |
| Melissa Bell                 | Lucy Robinson        | 1991–1993, 1995, 2005, 2013–2016, 2020–2022  |
| Natalie Imbruglia            | Beth Brennan         | 1992–1994                                    |
| Alan Fletcher                | Karl Kennedy         | 1994–2025                                    |
| Jackie Woodburne             | Susan Kennedy        | 1994–2025                                    |
| Benjamin McNair              | Malcolm Kennedy      | 1994–1997, 2002, 2004–2005, 2011, 2014, 2022 |
| Kym Valentine                | Libby Kennedy        | 1994–2004, 2005, 2007–2011, 2014             |
| Ryan Moloney                 | Toadfish Rebecchi    | 1995–2025                                    |
| Amy Greenwood                | Jacinta Stapleton    | 1997–2000, 2005, 2020–2022                   |
| Daniel MacPherson            | Joel Samuels         | 1998–2002, 2022                              |
| Carla Bonner                 | Stephanie Scully     | 1999–2010, 2013, 2015–2018                   |
| Janet Andrewartha            | Lyn Scully           | 1999–2006, 2008, 2009–2011, 2016–2017, 2019  |
| Mark Raffety                 | Darcy Tyler          | 2000–2005, 2025                              |
| Matthew Werkmeister          | Zeke Kinski          | 2005–2011, 2014                              |
| Aaron Auslebrook-Walker      | Charlie Hoyland (#1) | 2006–2008                                    |
| Sam Clark                    | Ringo Brown          | 2007–2010                                    |
| Jane Hall                    | Rebecca Napier       | 2007–2011, 2014, 2019                        |
| James Sorensen               | Declan Napier        | 2007–2011                                    |
| Margot Robbie                | Donna Freedman       | 2008–2011                                    |
| Chris Milligan               | Kyle Canning         | 2008–2016, 2019–2022                         |
| Scott Major                  | Lucas Fitzgerald     | 2008–2013, 2015–2017, 2019, 2021–2022        |
| Morgan Baker                 | Callum Rebecchi      | 2008–2015, 2017, 2019, 2022                  |
| Jacob Brito                  | Charlie Hoyland (#2) | 2008–2011                                    |
| Ashleigh Brewer              | Kate Ramsay          | 2009–2014                                    |
| Will Moore                   | Harry Ramsay         | 2009–2010                                    |
| Kaiya Jones                  | Sophie Ramsay        | 2009–2014                                    |
| Alia & Gabriella De Vercelli | India Napier         | 2009–2011                                    |
| Jordon Smith                 | Andrew Robinson      | 2009–2013, 2022                              |
| Jenna Rosenow                | Amber Turner         | 2013–2016                                    |
| Scarlett Anderson            | Neil Rebecchi        | 2013–2025                                    |
| Rebekah Elmaloglou           | Therese Wills        | 2013–2025                                    |
| Lucinda Armstrong Hall       | Holly Hoyland        | 2013–2014, 2017–2018, 2023–2025              |
| Olympia Valance              | Paige Smith          | 2014–2018, 2020, 2022                        |
| Matt Wilson                  | Aaron Brennan        | 2015–2025                                    |
| Alexander McGuire            | Charlie Hoyland (#3) | 2016, 2018                                   |
| Ben Hall                     | Ned Wills            | 2016–2022                                    |
| Takaya Honda                 | David Tanaka         | 2016–2024                                    |
| Tim Kano                     | Leo Tanaka           | 2016–2025                                    |
| Vani Dhir                    | Kirsha Rebecchi      | 2017–2020                                    |
| Olivia Junkeer               | Yashvi Rebecchi      | 2017–2022                                    |
| April Rose Pengilly          | Chloe Brennan        | 2018–2023                                    |
| Bonnie Anderson              | Bea Nilson           | 2018–2022                                    |
| Zima Anderson                | Roxy Willis          | 2019–2022                                    |
| Georgie Stone                | Mackenzie Hargreaves | 2019–2024                                    |
| Benny Turland                | Hendrix Greyson      | 2019–2022                                    |
| Jemma Donovan                | Harlow Robinson      | 2019–2022                                    |
| Richie Morris                | Levi Canning         | 2020–2022                                    |
| Charlotte Chimes             | Nicolette Stone      | 2020–2022                                    |
| Candice Leask                | Wendy Rodwell        | 2021–2025                                    |
| Freya Van Dyke               | Zara Selwyn          | 2022                                         |
| Phoebe Roberts               | Freya Wozniak        | 2022                                         |
| Gemma Bird Matheson          | Kiri Durant          | 2022                                         |
| Emerald Chan                 | Sadie Rodwell        | 2022–2025                                    |
| Sara West                    | Cara Varga-Murphy    | 2023–2025                                    |
| Naomi Rukavina               | Remi Varga-Murphy    | 2023–2025                                    |
| Marley Williams              | Dex Varga-Murphy     | 2023–2025                                    |
| Riley Bryant                 | JJ Varga-Murphy      | 2023–2025                                    |
| Mischa Barton                | Reece Sinclair       | 2023                                         |
| Shiv Palekar                 | Haz Devkar           | 2023–2024                                    |
| Majella Davis                | Krista Sinclair      | 2023–2025                                    |
| Maria Thattil                | Amira Devkar         | 2024                                         |
| Chrishell Stause             | Yasmine Shields      | 2024–2025                                    |
| Ben Jackson                  | Max Ramsay           | 2024–2025                                    |
| Lakota Johnson               | Taye Obasi           | 2025                                         |